# A3 (Bulgarije)
De A3 of Stroema (Bulgaars: Струма) is een autosnelweg in Bulgarije. De Stroema-snelweg is een project dat deel uitmaakt van de Pan-Europese Corridor IV en dat is gepland om door de Kresna-kloof te gaan. Als de weg voltooid is, zal hij van de A6 bij Daskalovo naar de Griekse grens lopen waar de A3 overgaat in de Griekse A25. De weg zal dan samen met de A6 een autosnelweg vormen tussen Sofia en Thessaloniki, waarbij de A3 156 kilometer lang zal zijn.
Op dit moment is de A3 in gebruik tussen Daskalovo en Doepnitsa. Tussen 2014 en 2020 zal de rest van de weg aan worden gelegd.
Een stuk van 15 kilometer van Sandanski tot aan de Griekse grens dient in juni 2014 opgeleverd te worden. Het gedeelte van Doepnitsa naar Blagoëvgrad wordt in 2015 verwacht. In 2024 opende de Zheleznitsa-tunnel.
De weg is genoemd naar de rivier Strymon (in Bulgarije Stroema), waar de A3 langs loopt.

## Geschiedenis
De A3 heette oorspronkelijk A5. Op 6 augustus 2012 werden de nummer van de A3, A4 en A5 gewisseld. De A3 werd de A4, de A4 werd de A5 en de A5 werd de A3. De A6 Ljoelinsnelweg werd onderdeel van de A3, en de A7 kreeg daardoor het nummer A6.
A1 - Trakija · 
A2 - Hemoes · 
A3 - Stroema · 
A4 - Maritsa · 
A5 - Tsjerno More · 
A6 - Europa · 
A7 - Veliko Tarnovo-Ruse · 
Noordelijke randweg van Sofia · 
Botevgrad-Vidin expresweg